# Bussea
Bussea es un género de plantas con flores  perteneciente a la familia Fabaceae. Comprende 7 especies descritas y  aceptadas.

## Taxonomía
El género fue descrito por Hermann Harms y publicado en Botanische Jahrbücher für Systematik, Pflanzengeschichte und Pflanzengeographie 33: 159. 1902.

## Especies aceptadas
A continuación se brinda un listado de las especies del género Bussea aceptadas hasta julio de 2014, ordenadas alfabéticamente. Para cada una se indica el nombre binomial seguido del autor, abreviado según las convenciones y usos.	
- Bussea eggelingii Verdc.
- Bussea gossweileri Baker f.
- Bussea massaiensis (Taub.) Harms
- Bussea occidentalis Hutch.
- Bussea perrieri R.Vig.
- Bussea sakalava Du Puy & R.Rabev.
- Bussea xylocarpa (Sprague) Sprague & Craib